# Балдуїн I (граф Фландрії)
Балдуїн I Залізна Рука(нід. Boudewijn met de IJzeren Arm; помер в 879, похований в Сен-Бертіно) — перший граф Фландрії з 863 року, родоначальник Фландрського дому.

## Походження
Про походження першого графа Фландрського хроністи повідомляють, що його пращуром був Лідріс або Лідерік, сір Гарлебекський, який отримав в ленне володіння від Карла Великого безплідну землю, яка нічого не коштувала і була покрита болотами. Його син Енгеран, а потім його онук Одасе (Audacer) мали, подібно йому, звання королівських лісничих (forestarii). Відомо, що в 836 році помер якийсь граф Лідерік і що Енгеран, відомий своєю участю в чварах та інтригах останніх Каролінгів, носив, як і Одасе (Отгер або Одоакр), титул графа Теруана і Гарельбеке, а також світського абата монастиря Сен-П'єр в Генті.Сином графа Одасе був Балдуїн I..

## Біографія
Мабуть, Балдуїн I вже на початку 860-х років володів значною могутністю в північних областях басейну Шельди, де він воював з норманами. Під Різдво 861 рокуБалдуїн за допомогою принца Людовика, сина короля Західно-Франкської держави Карла II Лисого, викрав з-під варти в місті Санліс його сестру Юдиту, вдову короля Вессекса Етельвульфа. Незважаючи на гнів Карла II, що оголосив про позбавлення викрадача дочки всіх його ленних володінь, Балдуїн відмовився видати Юдиту. Король направив листи до свого намісника у Фрісландії Реріка Ютландського і єпископа Утрехта Хунгеру, в яких він закликав їм не впускати Балдуїна і Юдиту в їх володіння або навіть заарештувати їх. Однак їм вдалося досягти Риму, де папа римський Миколай I помилував їх і зняв відлучення.
Шлюб Балдуїна і Юдити був укладений 13 грудня 863 року в бургундському місті Осере. Одночасно, Балдуїн I оголосив, що для повернення своїх конфіскованих володінь він готовий вступити в союз з норманами. Захист, наданий Балдуїну і Юдиті папою римським, а також загроза союзу Балдуїна з вікінгами, змусили Карла II визнати законність шлюбу своєї дочки. Маючи намір за допомогою нового зятя організувати захист північних кордонів свого королівства, Карл Лисий повернув Бодуену всі його володіння, додавши до них деякі нові землі, в тому числі Тернуа. Території, керовані Балдуїном I, згодом отримали назву Фландрське графство.
У наступні роки Балдуїн був вірним королю Карлу II. Під час його правління територія графства Фландрія розташовувалася уздовж долини річки Ліс, на захід від Шельди, між Брюгге і Сент-Омером.Після укладення Верденського договору у 843 році, Західно-Франкська держава піддавалася постійним вторгненням норманів. Нездатність королів з династії Каролінгів надати відсіч цим нападам, призвела до збільшення влади місцевих феодалів. У цій ситуації граф Фландрії Балдуїн I став одним з найкрупніших васалів королів Західно-Франкської держави. В такому статусі Балдуїн в 870 році придбав для захисту північних районів королівства від набігів норманів абатство Сент-П'єр в Генті, а в 871 році брав активну участь у переговорах з бунтівним сином короля Карла, Карломаном, який згодом був засліплений за наказом свого батька. Після смерті Карла II Лисого в 877 році, Балдуїн I отримав як спадщину своєї дружини Юдити ще ряд земель (в тому числі, Брюгге, Гент і Мемпіск), значно збільшивши свої володіння. Для захисту від нападів вікінгів, за хоробрість у боях з якими Балдуїн I отримав своє прізвисько «Залізна Рука», він зміцнив міста Аррас, Гент і Брюгге.
Балдуїн помер в 879 році і був похований в абатстві Сен-Бертен, розташованому недалеко від Сент-Омера. Його син Балдуїн успадкував графство після смерті батька. Перехід титулу у спадок був визнаний королем Західно-Франкської держави. Балдуїн був родоначальником Фландрського дому, який правив до 1119 року, а після переходу титулу до іншої династії повернувся до нащадків Балдуїна, який правив від 1191 до 1280 року.

## Родина
Дружина (з 862) — Юдита Французька, дочка Карла Лисого, короля Франції.
Діти:
- Карл
- Балдуїн II Лисий (863/865 — 918) — граф Фландрії з 879, граф Булоні з 896
- Рауль (бл.867 — 17 червня 896) — граф і світський абат Камбре
- Гунільда